# Kelbra (Kyffhäuser)
Kelbra (Kyffhäuser) is een gemeente in de Duitse deelstaat Saksen-Anhalt, en maakt deel uit van de Landkreis Mansfeld-Südharz.
Kelbra (Kyffhäuser) telt 3.305 inwoners.
Bij de gemeente ligt het Stuwmeer Kelbra.

## Indeling gemeente
De volgende Ortsteile maken deel uit van de gemeente:
- Sittendorf
- Tilleda (Kyffhäuser)
- Thürungen

Ahlsdorf ·
Allstedt ·
Arnstein ·
Benndorf ·
Berga ·
Brücken-Hackpfüffel ·
Blankenheim ·
Bornstedt ·
Edersleben ·
Eisleben ·
Gerbstedt ·
Helbra ·
Hergisdorf ·
Hettstedt ·
Kelbra ·
Klostermansfeld ·
Mansfeld ·
Sangerhausen ·
Seegebiet Mansfelder Land ·
Südharz ·
Wallhausen ·
Wimmelburg